# Verkehrstraining

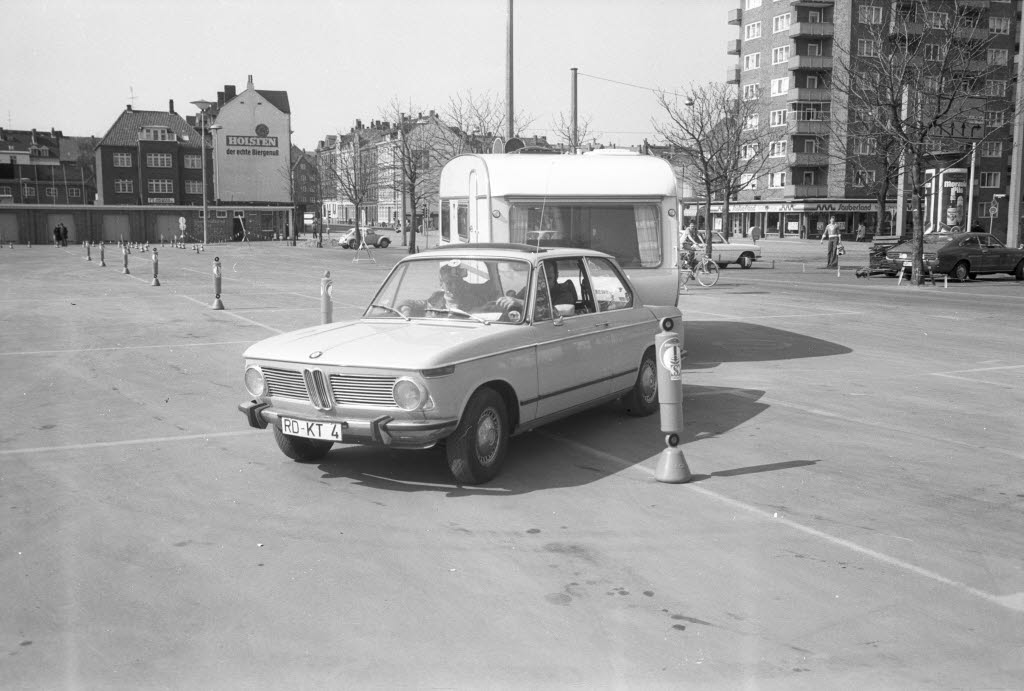
Verkehrstraining mit Wohnwagen

Unter Verkehrstraining, auch Verkehrssicherheitstraining, verstehen die  Verkehrswissenschaften den Aufbau einer praktischen Verkehrskompetenz für Teilnehmer am öffentlichen Verkehrsleben. Es handelt sich um den handlungsbezogenen, technischen Teil der Verkehrsausbildung bzw. -weiterbildung.

## Begriff
Verkehrstraining beinhaltet den allgemeinen, weiteren Bereich des Einübens technischer Fertigkeiten und vor allem die Befähigung zur Gestaltung eines verträglichen Miteinanders im Verkehrsleben. Das sogenannte „Verkehrssicherheitstraining“ legt den Fokus enger auf die eigeninitiative Gefahrenabwehr und aktive Selbstsicherung im Verkehr. Beide Zielsetzungen spielen in der Praxis der Verkehrserziehung und mobiltechnischen Fortbildung ineinander.

## Ausgangssituation
Verkehr ist einerseits ein gesellschaftliches Aufgabenfeld, in dem ein gemeinverträgliches Miteinander der verschiedenen Interessen und Begegnungen im Verkehrsbereich zu organisieren ist und andererseits ein Gefahrenbereich, dessen möglichst sichere Beherrschung für alle Beteiligten gewährleistet werden muss. Beide Kompetenzen sind nicht angeboren, sondern müssen von jedem einzelnen Verkehrsteilnehmer im praktischen Agieren allmählich angeeignet und zu einem möglichst störungsfreien Verhalten gefestigt werden. Dies trifft vor allem für jugendliche Kraftfahrer zu, die im internationalen Vergleich sehr viel häufiger in Straßenverkehrsunfälle verwickelt sind, als es ihrem Anteil an der Gesamtbevölkerung entspricht.
Ein aus unterschiedlichen Gründen häufig regelwidriges, unfallträchtiges Verkehrsverhalten und die daraus resultierende hohe Zahl an Verkehrsopfern führen wellenartig dazu, dass Politiker und Verbände sich von Zeit zu Zeit genötigt sehen, nicht nur im Schulbereich, sondern auch in der öffentlichen Wahrnehmung mit Angebotsaktionen zur Selbstüberprüfung der Verkehrs- und Fahrtüchtigkeit, etwa für Fahranfänger oder Senioren, initiativ zu werden. Diese sollen zu dem Bewusstsein führen, dass Unfälle im Straßenverkehr in der Regel keine ‚tragischen’ Schicksalsschläge sind, sondern in den meisten Fällen aus dem Unvermögen und einer Koinzidenz mehrerer Fehlverhaltensweisen der Beteiligten resultieren.

## Aufbau
Der praktisch-technische Kompetenzaufbau des Verkehrsteilnehmers vollzieht sich im professionellen Ausbildungsbetrieb in der systematischen Stufenfolge „Lernen – Üben – Trainieren“: Unter ‚Lernen’ wird dabei das erste Strukturbilden von verkehrsrelevanten Verhaltensweisen verstanden. Die darauf folgende Phase des ‚Übens’ beinhaltet das Festigen der noch labilen Verhaltensstrukturen. Das ‚Trainieren’ stellt dann die anspruchsvollste Stufe des Ausbildungsprozesses dar. Hier werden die erarbeiteten Fertigkeiten in Simulationen und im Realverkehr unter realistischen Bedingungen und unter Einbezug auch besonders fordernder Extremsituationen, wie etwa der Kompensation fremden Fehlverhaltens, handlungstechnisch angegangen.
Das praktische Training beginnt nach den Erkenntnissen der Verkehrsdidaktik sinnvoller Weise bereits im Vorschul- und Grundschulalter mit dem Fußgängertraining. Es ist die erste, ursprünglichste und noch einfachste Form der Verkehrsbeteiligung, die aber schon in diesem Alter abgefordert und nicht ohne eine gründliche Anleitung praktiziert werden sollte. Sicherheitsrelevante, aber auch motivationale Erwägungen sprechen dafür, schon diese erste Ausbildungsphase nicht nebenbei, sondern in einem systematischen Trainingsprozess zu organisieren und durch eine objektive Feststellung des Lernerfolgs, etwa durch das Absolvieren des Karlsruher 12-Schritte-Programms oder das Bestehen des Fußgängerdiploms, abzusichern. Die Trainingsbemühungen sind mit erhöhten technischen Anforderungen fortzusetzen, wenn Fahrzeuge wie das eigene Fahrrad oder der Schulbus als Verkehrsmittel genutzt werden. Auch hier kann eine bestandene Radfahrprüfung den Weg zur wachsenden Verkehrskompetenz erkennbar markieren. Nicht mehr nur freiwillige, sondern bereits verpflichtende Ausbildungsgänge und Prüfungen schließen sich dann an, wenn eine motorisierte Verkehrsbeteiligung angestrebt wird. Der Erwerb eines staatlich geforderten Führerscheins ist bereits mit einem erheblichen praktischen Trainingsaufwand verbunden. 

## Trainingsgelegenheiten

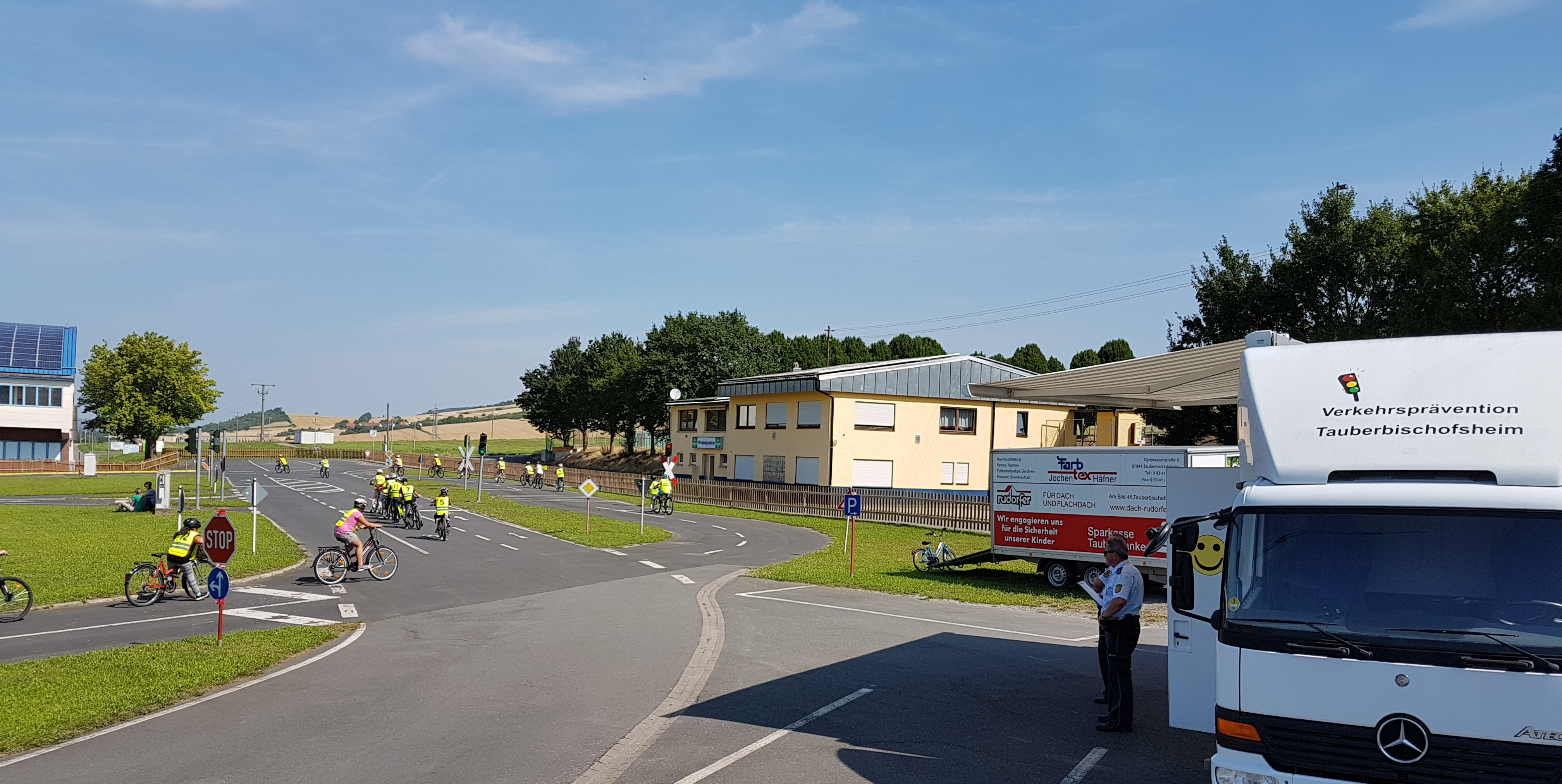
Verkehrstraining auf dem Verkehrsübungsplatz in Königshofen

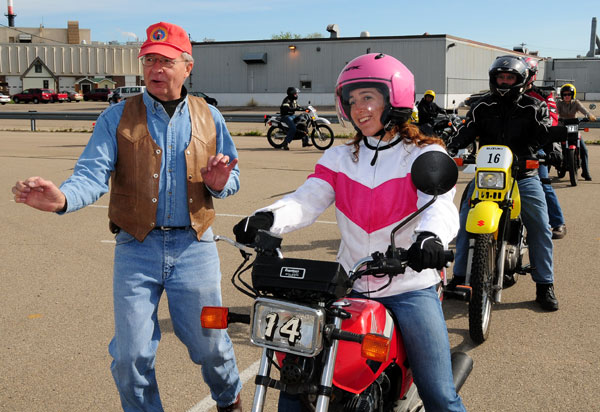
Verkehrstraining für Motorradfahrer mit Instruktor

Für das Training und die Fortbildung der eigenen Verkehrskompetenz werden von Kommunen, Institutionen und Privatinitiativen spezielle Einrichtungen und Areale zur Verfügung gestellt und kompetente Hilfen und Helfer angeboten. Als solche bieten sich etwa Parcours an, die von den öffentlichen Schulen und ihren Verkehrserziehern im geschützten Schulbereich arrangiert werden. Es gibt auch spezielle Verkehrsübungsplätze und Verkehrsschulen, die von Gemeinden, dem ADAC oder der Verkehrswacht betrieben werden. Zudem wird in den Medien  und durch kommunale Verlautbarungen regelmäßig auf Angebote hingewiesen. Diese richten sich etwa an Senioren, Jugendliche und Erwachsene im mittleren Alter, die sich von Verkehrspolizisten auf einem dafür vorgesehenen, wirklichkeitsgerecht präparierten Übungsgelände auf ihre Verkehrstüchtigkeit testen und trainieren lassen können.